# Patrick Monahan
Patrick "Pat" Monahan (28 de fevereiro de 1969) é o vocalista e compositor da banda Train. Já foi premiado com um Grammy. Ele é um artista solo de sucesso, e tem colaborado com vários artistas. Patrick toca violão, bandolim, percussão, saxofone, flauta, violino, clarinete, trompete e trombone.

## Vida e carreira
Monahan nasceu em Erie, Pensilvânia. Ele lançou seu primeiro álbum solo, Last of Seven, em 18 de setembro de 2007, seguido por uma turnê em escala nacional pelos Estados Unidos. Essa primeira turnê foi seguida de outra, uma acústica intimista, que inspirou a Last of Seven Acustic, disponível somente através de download digital. Seu primeiro single solo, "Her Eyes", foi lançado nas rádios em julho e fez o top 10 das paradas da Billboard Hot AC. Seu segundo single foi "Two Ways to Say Goodbye".
Em On Last of Seven, Monahan fez duetos com Brandi Carlile e este álbum também conta com participações especiais de Richie Sambora e Graham Nash. Monahan co-escreveu com Guy Chambers duas canções para Tina Turner, que gravou uma coletânea, Tina!: Her Greatest Hits.
Monahan atualmente reside em Issaquah, Washington, com sua segunda esposa, Amber Peterson.

## Discografia

### Álbuns de estúdio
| Ano  | Detalhes do álbum                                                                | Melhor posição |
| Ano  | Detalhes do álbum                                                                | EUA            |
| ---- | -------------------------------------------------------------------------------- | -------------- |
| 2007 | Last of Seven - Lançamento: 18 de setembro de 2007 - Gravadora: Columbia Records | 82             |

### Singles
| Ano                    | Canção                           | Melhor posição         | Melhor posição         | Melhor posição         | Álbum                  |
| Ano                    | Canção                           | EUA                    | EUA Adult              | EUA Country            | Álbum                  |
| Como artista principal | Como artista principal           | Como artista principal | Como artista principal | Como artista principal | Como artista principal |
| ---------------------- | -------------------------------- | ---------------------- | ---------------------- | ---------------------- | ---------------------- |
| 2007                   | "Her Eyes"                       | 110                    | 9                      | —                      | Last of Seven          |
| 2008                   | "Two Ways to Say Goodbye"        | —                      | 21                     | —                      | Last of Seven          |
| Como artista convidado |                                  |                        |                        |                        |                        |
| 2010                   | "The Truth" (com Kris Allen)     | —                      | 17                     | —                      | Kris Allen             |
| 2012                   | "Marry Me" (com Martina McBride) | —                      | —                      | 45                     | Eleven                 |